# 12086 Джошуалевін
12086 Джошуалевін (12086 Joshualevine) — астероїд головного поясу, відкритий 20 квітня 1998 року.
Тіссеранів параметр щодо Юпітера — 3,510.